# Sota-Jussin saari
Sota-Jussin saari är en ö i Finland. Den ligger i sjön Kynsivesi och Leivonvesi och i kommunen Hankasalmi i den ekonomiska regionen  Jyväskylä ekonomiska region  och landskapet Mellersta Finland, i den centrala delen av landet, 250 km norr om huvudstaden Helsingfors. Öns area är 0,2 hektar och dess största längd är 70 meter i sydöst-nordvästlig riktning.